# Buzura perclara
Buzura perclara là một loài bướm đêm trong họ Geometridae.